# Lee Richardson
Lee Stewart Richardson (25. april 1979 i Hastings – 13. maj 2012 i Wrocław) var en engelsk speedwaykører.
I årene 2003 til 2006 var han fast deltager i VM Grand Prix serien, hvor den bedste placering kom i 2004 hvor han endte på 11. pladsen. Han nåede i alt at komme i tre Grand Prix finaler, hvor andenpladsen i det polske Grand Prix i 2005 var bedste placering.
Richardson styrtede 13. maj 2012 under et løb for sin polske klub PGE Marma Rzeszow, og døde kort tid efter på hospitalet af indre blødninger.

## Speedway Grand Prix resultater
| År   | Placering | Point | Bedste resultat | Noter                                                 |
| ---- | --------- | ----- | --------------- | ----------------------------------------------------- |
| 2000 | 31        | 3     | 19              | 1 wild card optræden                                  |
| 2002 | 25        | 17    | 5               | 2 wild card optrædener. 5. plads i Britisk Grand Prix |
| 2003 | 16        | 45    | 7               | Missede 2 Grand Prix'er pga. en skade                 |
| 2004 | 11        | 76    | 3               | 3. plads in Britisk Grand Prix                        |
| 2005 | 13        | 55    | 2               | 2. plads i Polsk Grand Prix                           |
| 2006 | 15        | 39    | 8               |                                                       |